# Rama de olivo
Una rama de olivo es un símbolo mundial de la paz. En la antigua Roma y Grecia una corona de ramas de olivo era el premio más alto otorgado a los ciudadanos, así como el premio más alto en los Juegos Olímpicos. La rama de olivo era el símbolo de la paz, y se usaba este símbolo como una oferta de paz a ejércitos enemigos y los que eran vencidos, y pedían paz, cargaban ramas de olivo en sus manos. Las ramas de olivo aparecen en los emblemas de muchos países, como la bandera de Chipre y el escudo de Israel. Por otra parte, en la historia del arca de Noé en la Biblia, el retorno de una paloma con una rama de olivo fue interpretado como que las aguas del diluvio estaban retrocediendo. 

## Galería

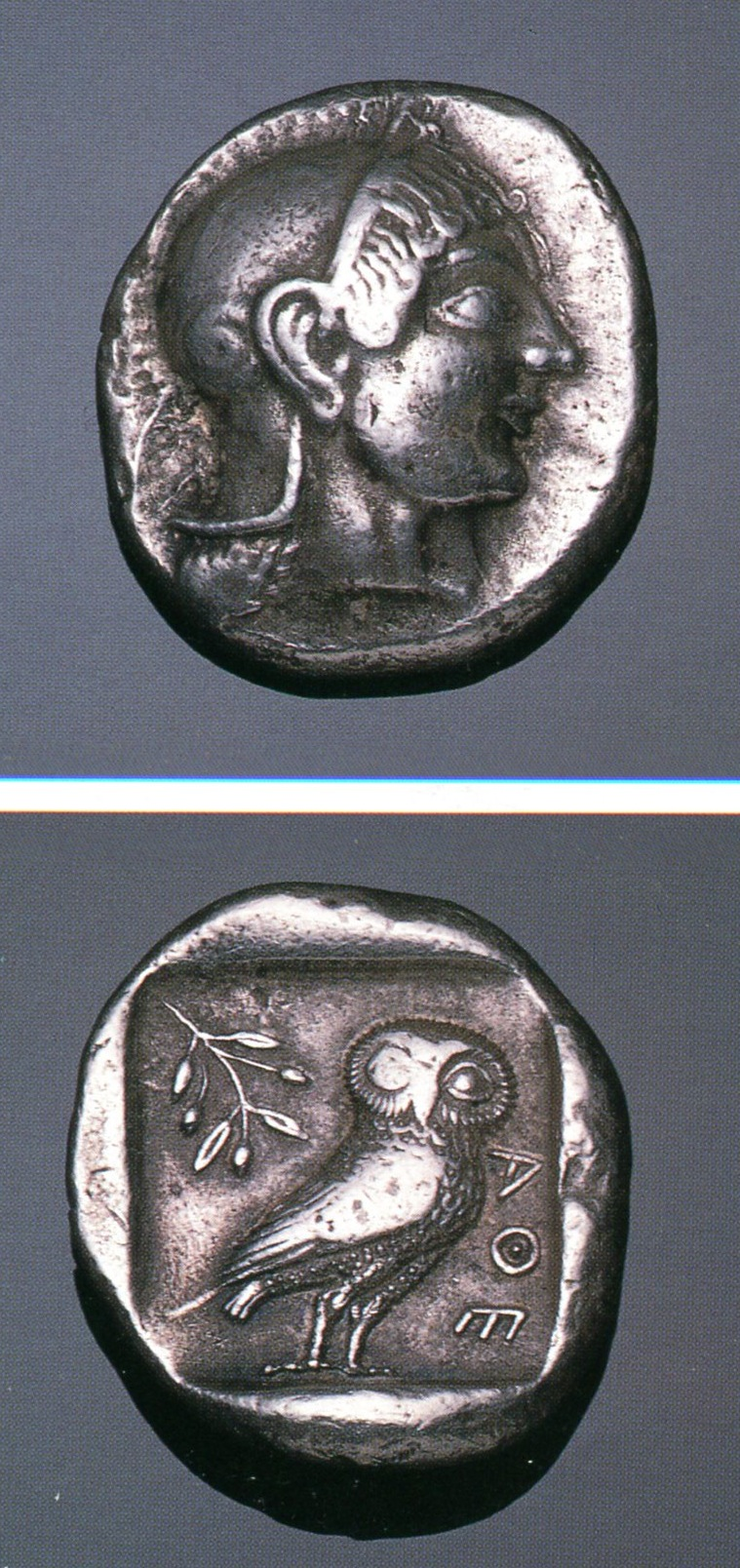
Tetradracma de plata griega de Atenas (Ática). Diosa Atenea y un búho con una rama de olivo. Siglo VI a.C.
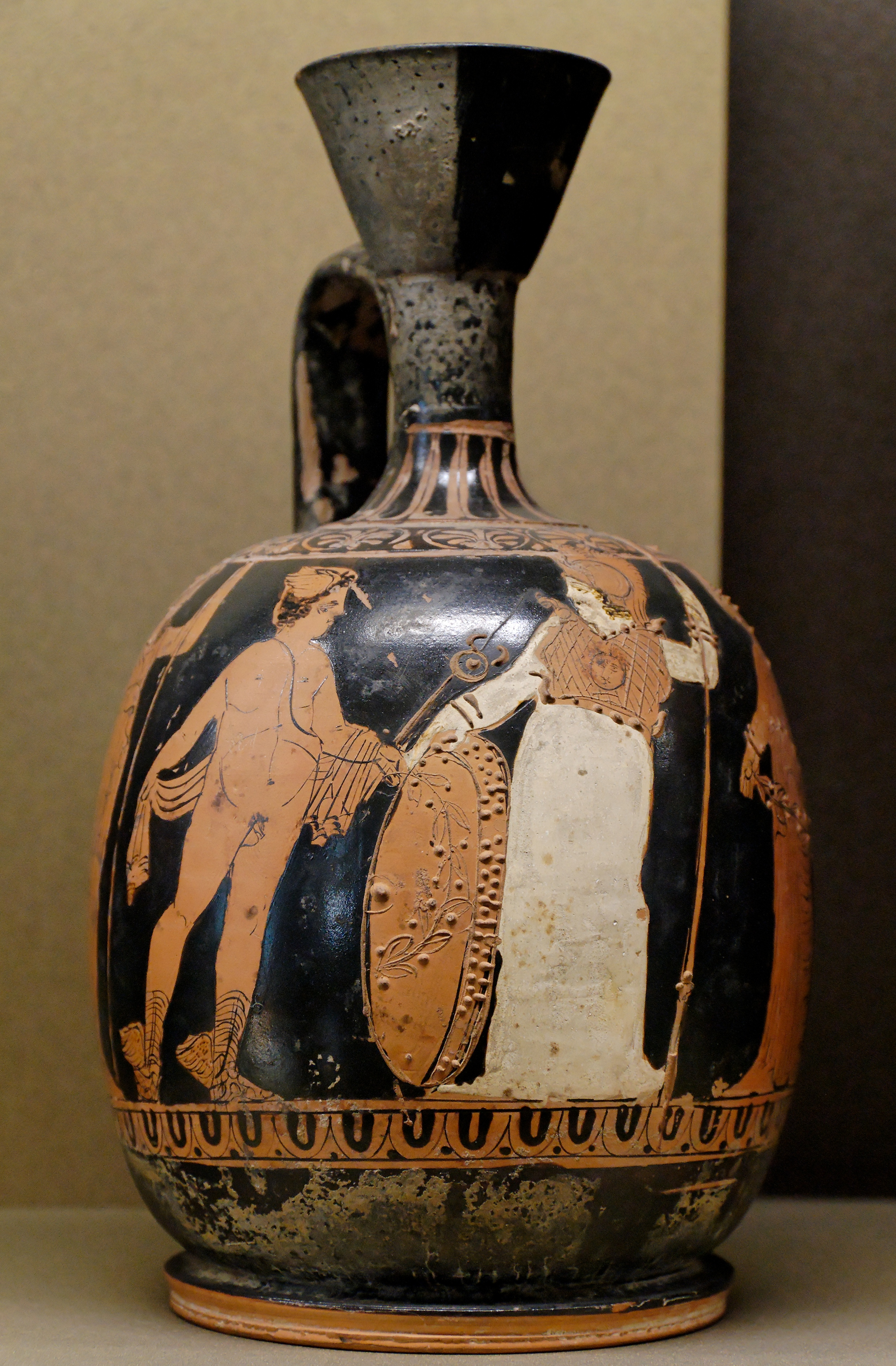
Atenea con una rama de olivo como patrón en su escudo. Figura roja lekythos de la antigua Grecia Ática, ca. 400 aC, de Atenas
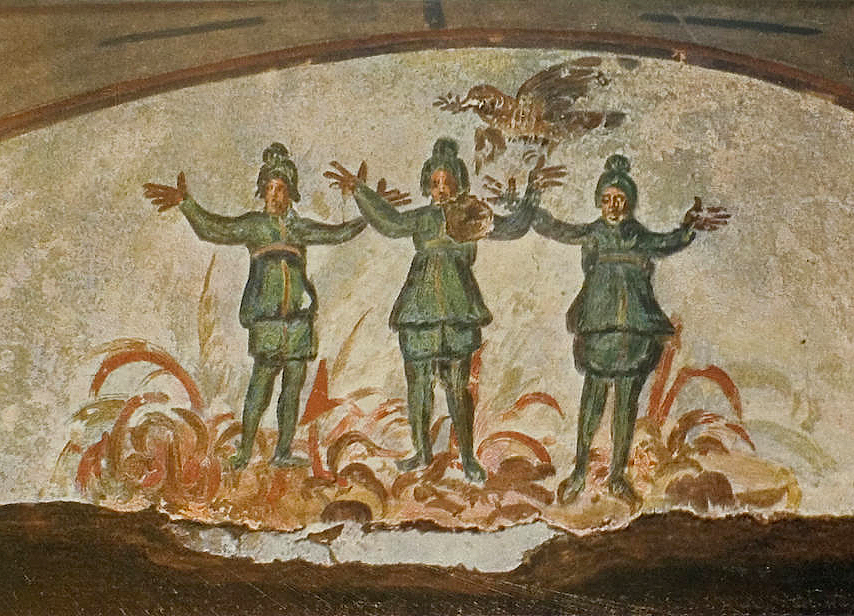
Pintura mural de los primeros cristianos Catacumba de Priscila en Roma, siglos III / IV d.C., que muestra tres figuras en un fuego sobre las cuales vuela una paloma con una rama en el pico.
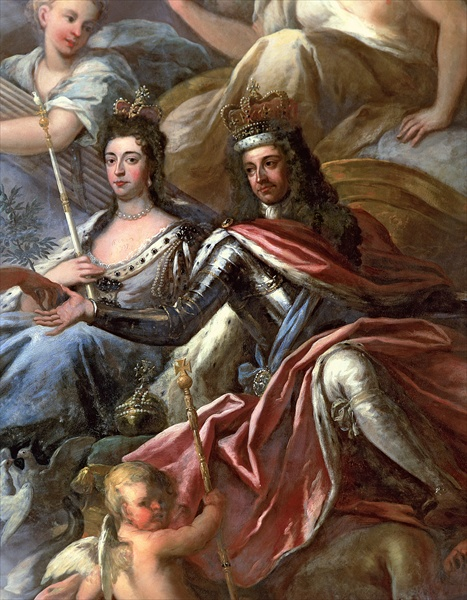
Guillermo III de Inglaterra y Maria II reciben la rama de olico de la paz.  Pintura de James Thornhill, c.1700, Old Royal Naval College, Greenwich
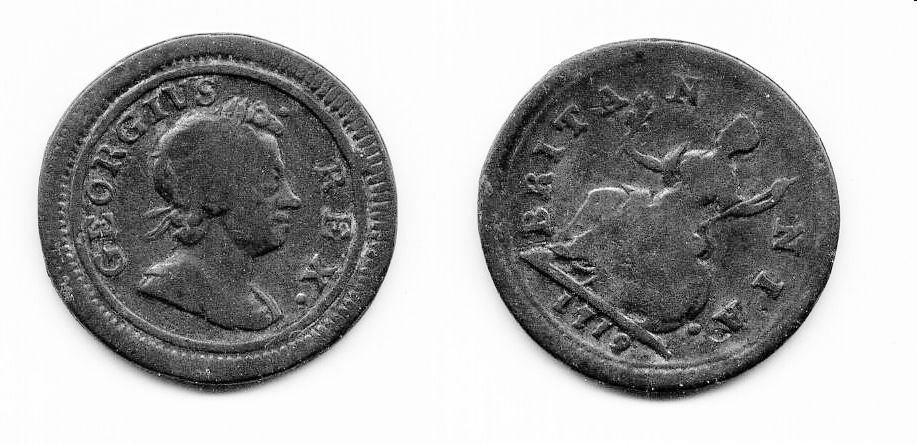
Farthing de Jorge I , 1719, con Britannia empuñando una espada y una rama de olivo
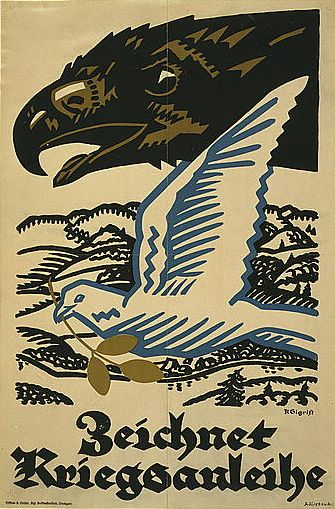
Un póster de bono de guerra alemán, 1917
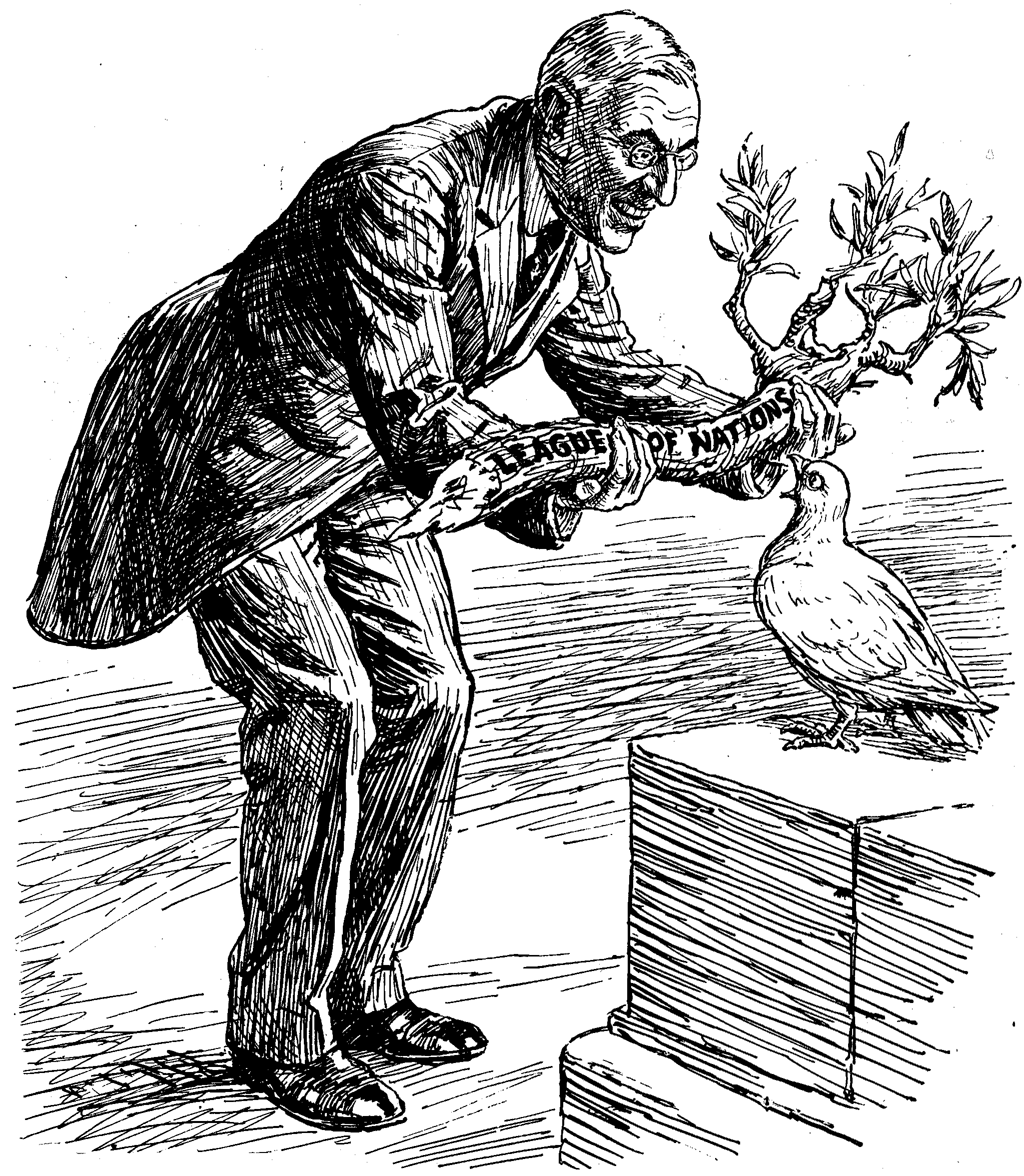
Caricatura de la revista Punch, 1919. "EXCESO DE PESO. Presidente Wilson: 'Aquí está tu rama de olivo. Ahora ponte manos a la obra'. Paloma de la Paz: 'Por supuesto que quiero complacer a todos, pero ¿no es esto un poco pesado?'"
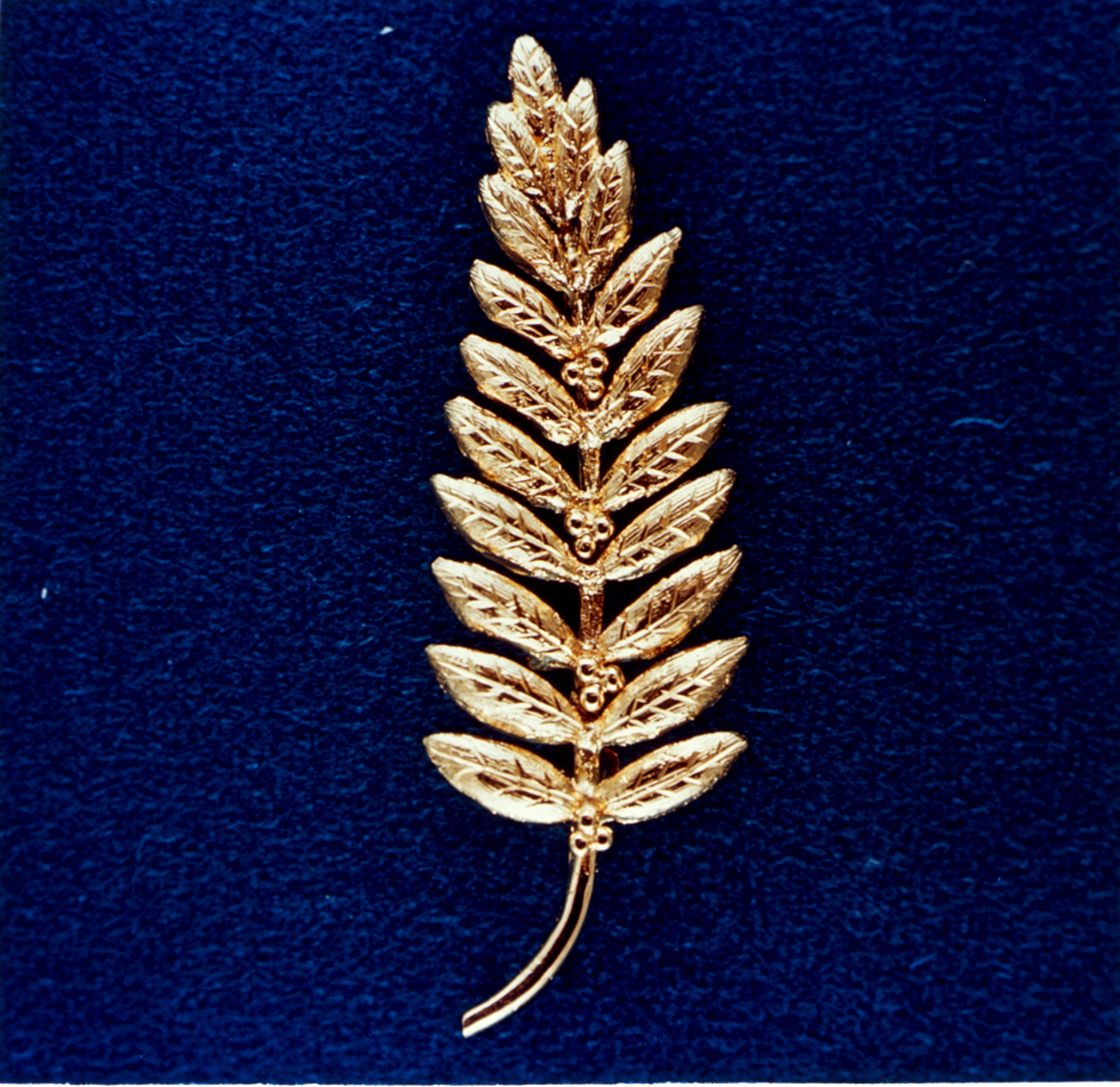
Rama de olivo dorada dejada en la Luna por Neil Armstrong en la misión Apolo 11 de 1969 como símbolo de paz.
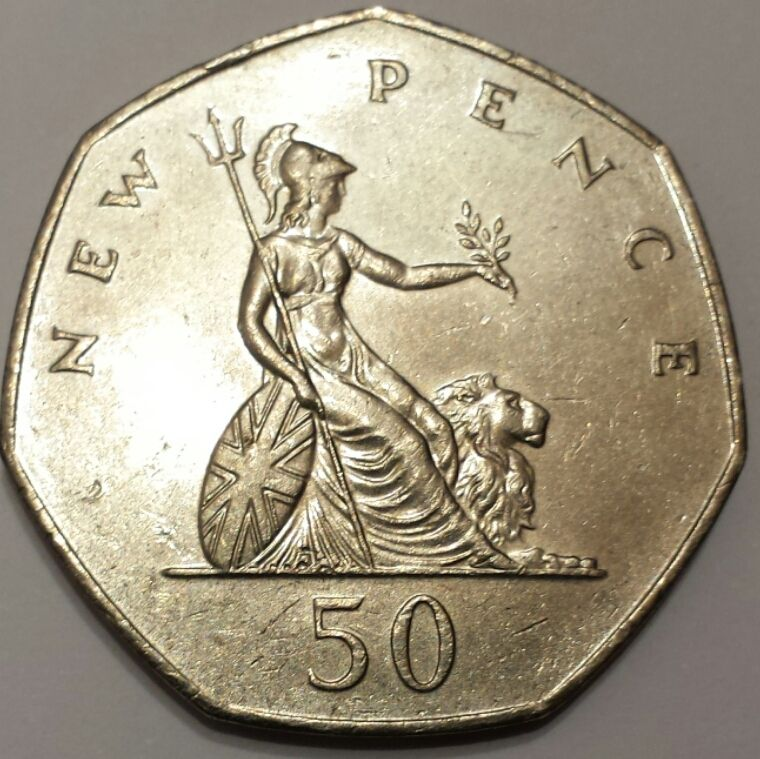
Moneda de cincuenta peniques de fines del siglo XX con Britannia con un tridente y una rama de olivo